# سیمیک کنستانتین
سیمیک کنستانتین (به ارمنی: Սիմիկ Կոնստանտին) تهیه‌کننده ارمنی‌تبار اهل ایران بود که استودیو فیلمسازی «البرز فیلم» را در سال ۱۳۳۰ خورشیدی به همراه جانی باغداساریان و واهان ترپانچیان تأسیس‌ نمود.

## فیلمشناسی
- دستکش سفید (۱۳۳۰)
- زنده باد خاله (۱۳۳۱)
- گناهکار (۱۳۳۲)